# Парламентские выборы на Кубе (1946)
Промежуточные парламентские выборы на Кубе проходили 1 июня 1946 года. В результате Кубинская революционная партия («Аутентико») стала крупнейшей партией Палаты представителей, получив 30 из 66 мест нижней палаты парламента. 

## Результаты
| Партия                             | Голосов | %     | Мест |
| ---------------------------------- | ------- | ----- | ---- |
| «Аутентико»                        |         | 45,45 | 30   |
| Либеральная партия                 |         | 16,67 | 11   |
| Демократическая партия             |         | 15,15 | 10   |
| Республиканская партия             |         | 10,61 | 7    |
| Народная социалистическая партия   |         | 7,58  | 5    |
| ABC                                |         | 4,55  | 3    |
| Недействительных/пустых бюллетеней |         | -     | -    |
| Всего                              |         |       | 66   |
| Источник: Dieter Nohlen            |         |       |      |